# Alain Wertheimer
Pour les articles homonymes, voir Wertheimer.
Alain Wertheimer, né le 28 septembre 1948 à Paris, est un homme d'affaires et milliardaire français.
Avec son frère, Gérard Wertheimer, il est actionnaire majeur de Chanel. Il est issu de l'influente famille Wertheimer.
En 2021, il est classé au 3e rang des fortunes françaises, conjointement avec son frère Gérard.

## Biographie
Issu de la famille Wertheimer, il est avec son frère Gérard le fils de Jacques Wertheimer et Eliane Heilbronn.
Il est propriétaire, avec son frère, de Chanel SA, des cosmétiques Bourjois, de la marque de maillots de bain Eres et des éditions de La Martinière. Les frères Wertheimer, dont la fortune est classée à la deuxième place des Français en 2018 avec 40 milliards de dollars, sont également propriétaires du château Rauzan Ségla à Margaux et du château Canon à Saint-Émilion.
Alain Wertheimer est le père de trois enfants.

## Sport hippique
Les frères Wertheimer dirigent une prestigieuse écurie de courses et d'élevage de pur-sang, fondée par leur grand-père Pierre Wertheimer. Leurs chevaux disputent des courses de plat.

## Pour approfondir